# Cúp quốc gia Wales 1938–39
Cúp quốc gia Wales FAW 1938–39 là mùa giải thứ 58 của giải đấu bóng đá loại trực tiếp hàng năm dành cho các đội bóng ở Wales.

## Từ viết tắt
Tên giải đấu nằm sau tên các câu lạc bộ.
- B&DL - Birmingham & District League
- CCL - Cheshire County League
- FL D2 - Football League Second Division
- FL D3N - Football League Third Division North
- FL D3S - Football League Third Division South
- LC - Lancashire Combination
- MWL - Mid-Wales Football League
- ML - Midland League
- SFL - Southern Football League
- WLN - Welsh League North
- WLS D1 - Welsh League South Division One
- WCL - West Cheshire League
- W&DL - Wrexham & District Amateur League

## Vòng Một
| Số thứ tự trận | Đội nhà                       | Tỉ số | Đội khách              |
| -------------- | ----------------------------- | ----- | ---------------------- |
| 1              | Llandudno (WLN)               | 4–1   | Penrhyn Quarry (WLN)   |
| 2              | Holyhead Town (WLN)           | 1–4   | Caernarfon Town (WLN)  |
| 3              | Cross Street Gwersyllt (W&DL) | 6–0   | Llangollen Town (W&DL) |
| 4              | Buckley Town                  | 3–1   | Flint Town (WCL)       |
| 5              | Castle Firebrick Works (W&DL) | 0–5   | Druids (W&DL)          |
| 6              | Gwersyllt (W&DL)              | 2–7   | Flint Athletic         |
| 7              | Llanerch Celts (W&DL)         | 2–1   | Caergwrle (W&DL)       |
| 8              | Mold Alexandra                | 2–5   | Shotton Athletic       |
| 9              | Llandrindod Wells             | 1–1   | Llanidloes Town (MWL)  |
| ’‘đá lại’’     | Llanidloes Town (MWL)         | 6–2   | Llandrindod Wells      |
| 10             | Porthmadog (WLN)              | 6–3   | Pwllheli (WLN)         |
| 11             | Machynlleth (MWL)             | 4–2   | Barmouth               |
| 12             | Towyn (MWL)                   | 0–4   | Aberdovey (MWL)        |
| 13             | Welshpool                     | 9–1   | Newtown (MWL)          |
| 14             | Aberystwyth Town (MWL)        | 4–1   | Trefechan              |
| 15             | Blaenau Ffestiniog (WLN)      | 10–0  | Dolgelley Albion       |
| 16             | Caerphilly United             | 2–1   | Pontypridd             |

## Vòng Hai
Vòng này có sự tham gia của 14 đội thắng ở vòng Một cùng với Llay United và Rhayader. Caerphilly United và Llanerch Celts đi thẳng vào vòng Ba.
| Số thứ tự trận | Đội nhà                  | Tỉ số | Đội khách                     |
| -------------- | ------------------------ | ----- | ----------------------------- |
| 1              | Porthmadog (WLN)         | 3–4   | Llandudno (WLN)               |
| 2              | Flint Athletic           | 1–1   | Shotton Athletic              |
| ’‘đá lại’’     | Shotton Athletic         | 5–2   | Flint Athletic                |
| 3              | Blaenau Ffestiniog (WLN) | 4–1   | Caernarfon Town (WLN)         |
| 4              | Machynlleth (MWL)        | 4–0   | Aberdovey (MWL)               |
| 5              | Llanidloes Town (MWL)    | 3–0   | Aberystwyth Town (MWL)        |
| 6              | Druids (W&DL)            | 0–3   | Cross Street Gwersyllt (W&DL) |
| 7              | Rhayader (MWL)           | 1–2   | Welshpool                     |
| 8              | Llay United              | 2–0   | Buckley Town                  |

## Vòng Ba
Vòng này có sự tham gia của 8 đội thắng từ vòng Hai, Caerphilly United, Llanerch Celts và 16 đội bóng mới.
| Số thứ tự trận | Đội nhà                         | Tỉ số | Đội khách                     |
| -------------- | ------------------------------- | ----- | ----------------------------- |
| 1              | Shotton Athletic                | 3–1   | Blaenau Ffestiniog (WLN)      |
| 2              | Llay United                     | 0–4   | Llanidloes Town (MWL)         |
| 3              | Llanerch Celts (W&DL)           | 4–2   | Machynlleth (MWL)             |
| 4              | Oswestry Town (B&DL)            | 3–2   | Llandudno (WLN)               |
| 5              | Cross Street Gwersyllt (W&DL)   | 2–1   | Welshpool                     |
| 6              | Hereford United (B&DL)          | thắng | Kidderminster Harriers (B&DL) |
| 7              | Caerphilly United               | 2–4   | Troedyrhiw (WLS D1)           |
| 8              | Aberdare Town (WLS D1)          | 2–6   | Aberaman (WLS D1)             |
| 9              | Haverfordwest Athletic (WLS D1) | 2–1   | Llanelly                      |
| 10             | Barry (WLS D1 & SFL)            | 7–1   | Cardiff Corinthians (WLS D1)  |
| 11             | Caerau Athletic (WLS D1)        | 1–4   | Gwynfi Welfare (WLS D1)       |
| 12             | Milford United (WLS D1)         | 10–2  | Caerphilly Town               |
| 13             | Ebbw Vale (WLS D1)              | 2–2   | Lovell's Athetic (WLS D1)     |
| ’‘đá lại’’     | Lovell's Athetic (WLS D1)       | 4–1   | Ebbw Vale (WLS D1)            |

## Vòng Bốn
Vòng này có sự tham gia của 12 đội thắng từ vòng Ba. Lovell's Athletic đi thẳng vào vòng Năm.
| Số thứ tự trận | Đội nhà                         | Tỉ số | Đội khách                     |
| -------------- | ------------------------------- | ----- | ----------------------------- |
| 1              | Oswestry Town (B&DL)            | 5–1   | Hereford United (B&DL)        |
| 2              | Shotton Athletic                | 4–1   | Cross Street Gwersyllt (W&DL) |
| 3              | Llanidloes Town (MWL)           | 5–0   | Llanerch Celts (W&DL)         |
| 4              | Haverfordwest Athletic (WLS D1) | 3–2   | Gwynfi Welfare (WLS D1)       |
| 5              | Barry (WLS D1 & SFL)            | thắng | Aberaman (WLS D1)             |
| 6              | Milford United (WLS D1)         | 8–2   | Troedyrhiw (WLS D1)           |

## Vòng Năm
Vòng này có sự tham gia của 6 đội thắng từ vòng Bốn, Lovell's Athletic cùng với  9 đội bóng mới.
| Số thứ tự trận | Đội nhà                         | Tỉ số | Đội khách                 |
| -------------- | ------------------------------- | ----- | ------------------------- |
| 1              | Wrexham (FL D3N)                | 9–0   | Southport (FL D3N)        |
| 2              | Bangor City (LC)                | 0–1*  | New Brighton (FL D3N)     |
| ’‘đá lại’’     | Bangor City (LC)                | 2–0   | New Brighton (FL D3N)     |
| 3              | Cardiff City (FL D3S)           | 2–2   | Swansea Town (FL D2)      |
| ’‘đá lại’’     | Swansea Town (FL D2)            | 1–4   | Cardiff City (FL D3S)     |
| 4              | Rhyl (CCL)                      | 3–0   | Shotton Athletic          |
| 5              | Oswestry Town (B&DL)            | 2–0   | Llanidloes Town (MWL)     |
| 6              | South Liverpool (LC)            | 2–1   | Shrewsbury Town (ML)      |
| 7              | Haverfordwest Athletic (WLS D1) | 2–3   | Milford United (WLS D1)   |
| 8              | Barry (WLS D1 & SFL)            | 2–0   | Lovell's Athetic (WLS D1) |

## Vòng Sáu
Vòng này có sự tham gia của 8 đội thắng từ vòng Năm cùng với Chester và Newport County.
| Số thứ tự trận | Đội nhà                 | Tỉ số | Đội khách               |
| -------------- | ----------------------- | ----- | ----------------------- |
| 1              | Chester (FL D3N)        | 4–0   | Rhyl (CCL)              |
| 2              | Cardiff City (FL D3S)   | 5–1   | Newport County (FL D3S) |
| 3              | South Liverpool (LC)    | 8–1   | Bangor City (LC)        |
| 4              | Barry (WLS D1 & SFL)    | 1–0   | Wrexham (FL D3N)        |
| 5              | Milford United (WLS D1) | 2–2   | Oswestry Town (B&DL)    |
| ’‘đá lại’’     | Oswestry Town (B&DL)    | 4–0   | Milford United (WLS D1) |

## Vòng Bảy
Vòng này có sự tham gia của hai đội thắng từ vòng Sáu. Cardiff City, South Liverpool và Chester đi thẳng vào Bán kết.
| Số thứ tự trận | Đội nhà              | Tỉ số | Đội khách            |
| -------------- | -------------------- | ----- | -------------------- |
| 1              | Oswestry Town (B&DL) | 4–2   | Barry (WLS D1 & SFL) |

## Bán kết
South Liverpool và Chester thi đấu tại Goodison Park, trận đá lại thứ hai giữa Cardiff City và Oswestry Town diễn ra tại Shrewsbury.
| Số thứ tự trận | Đội nhà               | Tỉ số | Đội khách             |
| -------------- | --------------------- | ----- | --------------------- |
| 1              | South Liverpool (LC)  | 5–2   | Chester (FL D3N)      |
| 2              | Cardiff City (FL D3S) | 1–1   | Oswestry Town (B&DL)  |
| ’‘đá lại’’     | Oswestry Town (B&DL)  | 2–2   | Cardiff City (FL D3S) |
| ’‘đá lại’’     | Cardiff City (FL D3S) | 2–1   | Oswestry Town (B&DL)  |

## Chung kết
Trận Chung kết diễn ra tại Wrexham.
| Số thứ tự trận | Đội nhà              | Tỉ số | Đội khách             |
| -------------- | -------------------- | ----- | --------------------- |
| 1              | South Liverpool (LC) | 2–1   | Cardiff City (FL D3S) |